# Джованни Рандаццо

Герцогство Афинское на карте Балкан середины XIV века

Джованни (итал. Giovanni di Randazzo; апрель/май 1317 — 3 апреля 1348) — герцог Рандаццо, Афин и Неопатрии с 1338 года, граф Мальты, регент Сицилии с 1342 года. Был четвёртым сыном сицилийского короля Федериго II и Элеоноры Анжуйской, дочери короля Неаполя Карла II Хромого.
Во время правления своего старшего брата Педро II Джовании был самым могущественным дворянином в Сицилии. После его смерти в 1342 году, Джованни Рандаццо, вместе с вдовствующей королевой Елизаветой Каринтийской стал регентом королевства при своём племяннике Людовике.

## Регентство
Джованни тут же приказал перевезти короля в свой город Рандаццо. Регент старался сохранять мир в стране, хотя и отдавал предпочтение каталонским дворянам перед местной сицилийской знатью. Для упрочения мира с Неаполитанским королевством Джованни от имени короля отказался от претензий на корону Неаполя, а королева Джованна I отказалась от претензий на Сицилию.
Мирное соглашение было подписано в Катании при посредничестве папы Климента VI. Оно юридически закрепило независимость Сицилии от Неаполя, и устранило взаимные претензии обоих королевств, возникшие после Сицилийской вечерни. Неаполь и Сицилия обещали оказывать друг другу военную поддержку, а папе Клименту регент обещал ежегодную выплату 3000 унций золота за посредничество.

## Ситуация в Афинском герцогстве
После смерти брата Гульельмо Джованни унаследовал его титулы и земли. В отличие от братьев, он собирался лично править своими греческими владениями, и собрал свиту из 400 рыцарей и 4000 каталонских наемников, чтобы отправиться в Афинское герцогство, но сицилийские дела помешали ему в этом.
С севера границы герцогство подвергалось нападению сербского короля Стефана Уроша IV, а с востока угроза исходила от византийского императора и турок. В 1348 году депутация каталонцев прибыла к сицилийскому двору, преподнесла регенту 17 000 унций золота, и упросила его приехать в Афины и взять герцогство под свою руку. Джованни Рандаццо решил немедленно ехать, и приказал снарядить флот. Но, не успев выйти в море, он почувствовал себя плохо, и уехал лечиться в любимое им Мило.
Его владения перешли его сыну, Федериго Рандаццо, а регентство в Сицилии стали осуществлять вдовствующая королева Елизавета Каринтийская и назначенный Джованни его преемник, родственник Арагонской династии, знатный каталонский вельможа Бласко II де Алагона.

## Смерть
Джованни сильно страдал от подагры, и часто лечился в Мило, где основал монастырь во имя Святого Андрея Первозванного.
Возвратившись в Мило, вскоре он умер от чумы, эпидемия которой в то время коснулась Сицилии. Регент был похоронен рядом с отцом и братьями в кафедральном соборе Катании.

## Наследие
Своим преемником-регентом Джованни назначил Бласко де Алагона, также принадлежавшего к каталонской фракции сицилийской знати, и поэтому, когда сам Джовании скончался от чумы, на острове вспыхнула война.

## Семья
Супругой Жана с 1340 года была Чезарина де Ланция, родившая ему сына Федериго и дочь Элеонору.